# Rio Solda
Il rio Solda (Suldenbach in tedesco) è un fiume dell'Alto Adige. Nasce dall'Ortles-Cevedale e scorre per circa 20 km verso nord confluendo da destra nell'Adige presso Spondigna, nel comune di Sluderno. Principali affluenti sono il Rio Trafoi, il Rio della Valle di Zai ed il Rio Tramentana. Le principali località bagnate dal fiume sono Solda, Gomagoi, Stelvio e Prato allo Stelvio. Il corso del fiume è compreso nei comuni di Stelvio e Prato allo Stelvio.